# Vindicianus Afer
Vindicianus Afer (4. század) orvos.
Afrikából származott, I. Valentinianus udvarában mint comes archiatrorum működött. Hippói Szent Ágoston földije, barátja és orvosa volt, akit – mint erről Szent Ágoston maga vall Confessiones című munkájában – keresztény hitre térített. De expertis címen orvosi kézikönyvet írt, amelyet a középkorban sokszor idéztek, illetve kivonatoltak. E munkája elveszett, fennmaradt töredékei közül a legnevezetesebb egy 78 hexameterből álló tanköltemény, amely az egyszerű gyógyszerek hatásait ismerteti. Töredékeit a modern kiadások általában Theodorus Priscianus munkái függelékeként közlik.